# Rage 2
Rage 2 est un jeu vidéo de tir à la première personne co-développé par Avalanche Studios et id Software, édité par Bethesda Softworks, et sorti le 14 mai 2019 sur PC, PlayStation 4 et Xbox One.
Le jeu est la suite de Rage.

## Univers
Rage 2 se déroule sur Terre, dans un monde post-apocalyptique, à la suite de la chute d'un astéroïde dont seul 20 % de la population a réchappé,. Les survivants de cette extinction de masse se sont répartis en gangs rivaux (et sadiques) ou ont rejoint l'Autorité, une puissante organisation para-militaire aux ambitions malveillantes, dirigée par Martin Cross,,. Toutes ces factions s’entre-tuent pour le contrôle de diverses ressources, éparpillées aux différents coins de terres désolées,.
Le scénario du jeu fait suite à Rage et prend place 30 années plus tard. Le joueur incarne un ranger nommé Walker.

## Système de jeu
Rage 2 est un jeu de tir à la première personne. Le jeu offre une campagne en solo. Dès la fin de l'introduction du jeu, le joueur se déplace librement dans un monde ouvert partiellement destructible,,. Le but du joueur est d'éliminer les ennemis, par le biais d'une collection d'armes à feu ou de pouvoirs, appelés Nitronites (déjà issus du premier opus). L'arsenal se constitue d'un pistolet, d'un fusil d'assaut, d'un fusil à pompe, d'un boomerang et de grenades,. Parmi les pouvoirs, le Dash permet au joueur de se propulser vers n'importe quelle destination ; le Shatter produit une poussée frontale uni-directionnelle qui catapulte tout élément hors de portée du joueur (les ennemis trop proches peuvent être démembrés) ; le Slam, quant à lui, donne au joueur la possibilité de s'élever dans les airs afin de retomber lourdement au sol, donnant lieu à une onde de choc puissante,. Le joueur est également confronté à des combats motorisés. Le jeu est dépourvu d'un multijoueur classique, mais contient cependant des « fonctionnalités sociales ». Rage 2 reste jouable même après la fin du jeu, annoncée par les crédits de fin.

## Développement

### Équipes de développement
Rage 2 est co-développé par les américains d'id Software et les suédois d'Avalanche Studios,. 
Le premier studio, id Software, fondé en 1991, est connu pour être le créateur du jeu Wolfenstein 3D (1992) et des séries de jeu de tir Doom (1993) et Quake (1996),. Le studio américain est racheté en 2009 par le groupe ZeniMax Media, lequel détient également Bethesda Softworks. ZeniMax Media acquiert dans la même année, les droits de publications du premier jeu Rage, développé par id Software, et initialement édité par Electronics Arts. Dorénavant, Bethesda Softworks devient l'éditeur de Rage premier du nom. En 2011, le lancement de Rage sur console est un semi-échec ; si la presse spécialisée lui réserve un bon accueil, les ventes sont cependant jugées insuffisantes par Bethesda, qui décide alors d'annuler une suite au jeu en 2013,. À ce moment, la décision de l'éditeur est également prise à cause des difficultés rencontrées par les équipes d'id Software lors du développement de leur prochain jeu, Doom 4.
Le second studio, Avalanche Studios, crée en 2003, est à l'origine de titres conçus en monde ouvert tels que les opus de la franchise Just Cause (2006) et le jeu Mad Max (2015),. Ce dernier comportant aussi des combats motorisés.
Ainsi, durant le développement, la division des tâches s’est faite en fonction des spécialités de chaque studio. Rage 2 bénéficiant de la notoriété d'id Software dans le domaine du jeu du tir et de l'expérience d'Avalanche Studios dans la conception de monde ouvert avec des combats motorisés,,. Toutefois, Rage 2 est en quasi-totalité développé par les Suédois d'Avalanche, id Software n'ayant qu'une petite équipe afin d'apporter leur expertise dans leur domaine,. Selon Tim Willits, directeur créatif du premier et second Rage, le rapprochement entre les deux studios a permis à id Software de réaliser « le Rage qu'ils ont toujours voulu créer ».

### Conception
Parmi les deux moteurs de jeu id Tech 6 et Apex (Avalanche Open World Engine), créés respectivement par id Software et Avalanche ; c'est la technologie Apex qui a été préféré afin de répondre aux aspirations open world de Rage 2. Selon Magnus Nedfors, directeur créatif d'Avalanche, c'est justement la taille du monde qui ne permet pas au jeu de disposer de fonctionnalités multijoueurs ; le but des studios étant de toute manière de « créer la meilleure expérience solo possible ».
Dès mai 2018, au cours du développement du jeu, Rage 2 a également pour ambition d'être un jeu à longue durée de vie. Pour Tim Willits, cela se traduit par « apporter des trucs amusants qui rendent cela possible » ; c'est-à-dire fournir le jeu de mises à jour qui offre de nouveaux éléments aux joueurs. Par ailleurs, la situation économique d'Avalanche se voit renforcé par son rachat par Nordisk Film Games, lui permettant de développer son titre en totale sérénité. En juin 2018, Avalanche, qui comporte désormais 3 studios et 330 employés, travaille sur 6 projets de tailles différentes en même temps (dont les plus gros sont Rage 2, Just Cause 4 et Generation Zero).

### Portage sur Nintendo Switch
En 2018, l'éditeur Bethesda a déjà sorti plusieurs jeux sur la Nintendo Switch (tels que Doom, Wolfenstein II: The New Colossus et Doom Eternal) et souhaite continuer cet investissement avec Rage 2,. Néanmoins, alors que les titres cités précédemment tournent tous sur le moteur id Tech 6 de id Software ; les fonctionnalités techniques du moteur graphique Apex (utilisé pour Rage 2) viennent compliquer une éventuelle portabilité du jeu,.

## Commercialisation
En 2018, bien avant le lancement de Rage 2 et dans un contexte où l'utilisation de loot boxes est sujet à controverse dans les productions à gros budget, le jeu fait quant à lui figure d'exception comme le souligne Tim Willits, le directeur créatif du jeu,.
L'achat du jeu en précommande donne au joueur l'accès à quelques bonus. En effet, aux États-Unis, le joueur se voit offert un niveau supplémentaire, ainsi que des éléments de jeu : une arme, un véhicule et une armure à l'effigie de Nicholas Raine, le protagoniste du premier Rage.
Pour son lancement, le jeu s'est décliné sous deux éditions spécifiques : Deluxe et Collector. Chacune de ces éditions apporte le même lot de contenu exclusif (missions, armes, etc.) tandis que l'édition Collector contient en plus des objets physiques.